# Kiskunfélegyháza–Orosháza-vasútvonal
A 147-es számú Kiskunfélegyháza–Orosháza vasútvonal egy 79 km hosszú vasúti mellékvonal a Dél-Alföldön. Kiskunfélegyháza–Csongrád között 1888-ban indult meg a forgalom, a Csongrád–Orosháza összeköttetés 1906-ban készült el. Menetrendi, utasforgalmi szempontból két részre osztható: a Kiskunfélegyháza–Szentes és Szentes–Orosháza szakaszra.
A vonal nagy része – a kor szokásának megfelelően – helyiérdekű vasútként épült meg, csak az 1930-as évek elején került a Magyar Királyi Államvasutak tulajdonába. Építésének fő célja a helyi áru- és személyszállítás lebonyolítása volt, a ’70-es évekig több gazdasági kisvasúti hálózat csatlakozott hozzá – emellett Tisza-hídja fontos átkelő volt a párhuzamos közúti híd megépültéig. A mai forgalom nagyrészt a személyszállításra korlátozódik, Szentes és Csongrád lakosainak biztosít összeköttetést a fővárossal. Gazdaságtalanságra hivatkozva a rendszerváltás után többször felmerült a vasúti forgalom teljes vagy részleges megszüntetése, de ezidáig egyetlen ilyen terv sem valósult meg. Emellett az utóbbi években több korszerűsítést, átépítést is végeztek a vasútvonalon a műszaki állapot javítására.

## Története

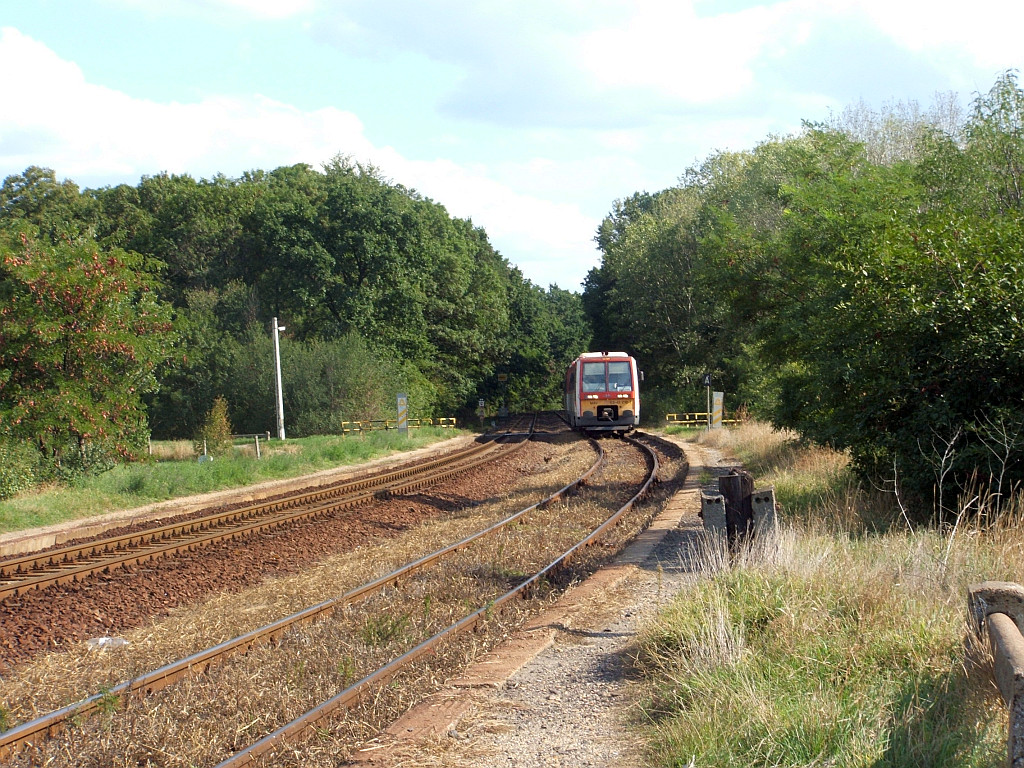
A vasútvonal (a jobb oldali vágány) Hékéd megállóhelynél párhuzamosan fut a

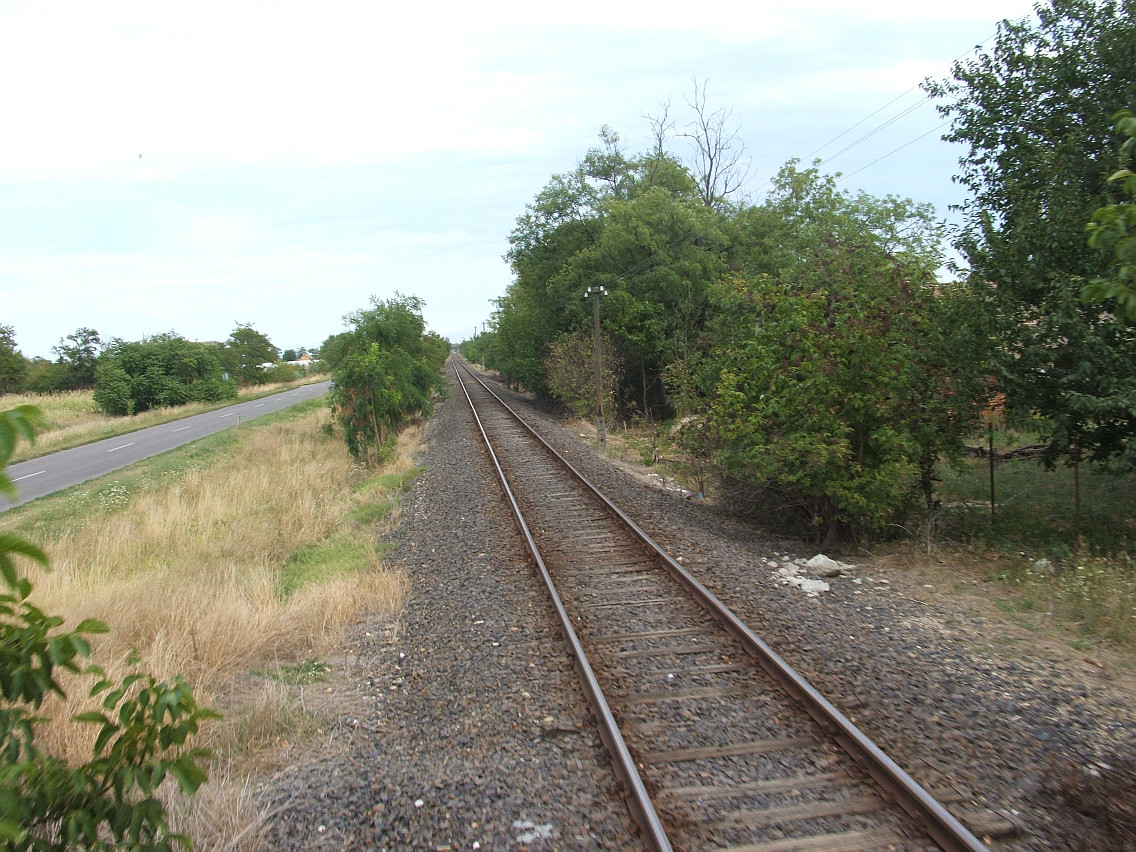
Pályarészlet Szentes és Dónát megállóhely között

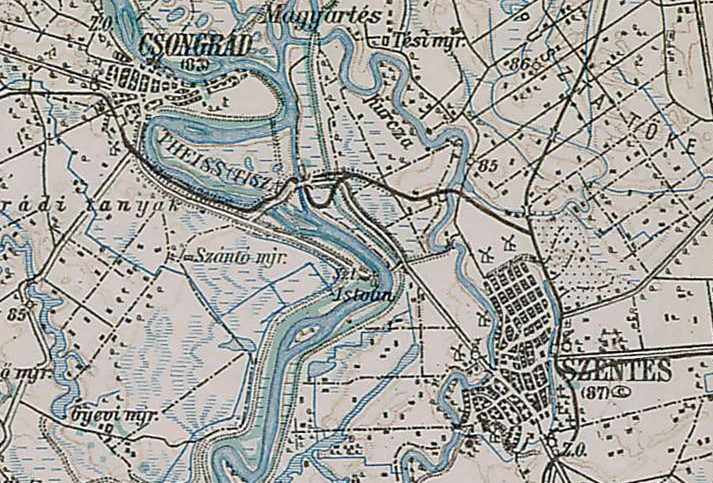
A Tisza-parti vágány egy 1910 körüli térképen

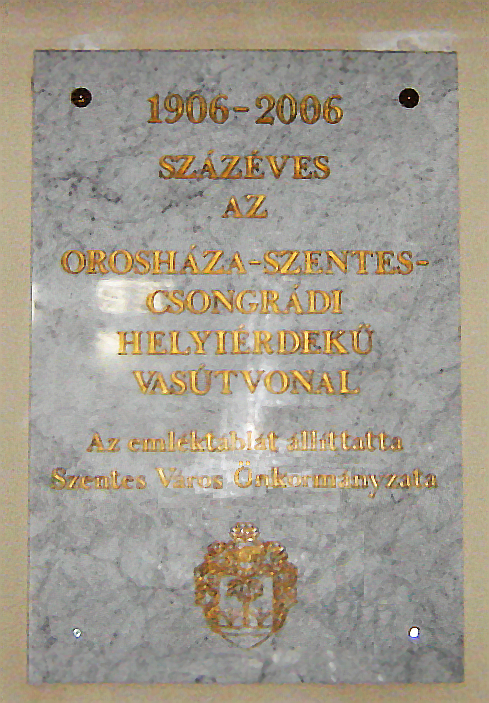
A vonal megnyitásának 100. évfordulóján állított emléktábla a szentesi vasútállomáson

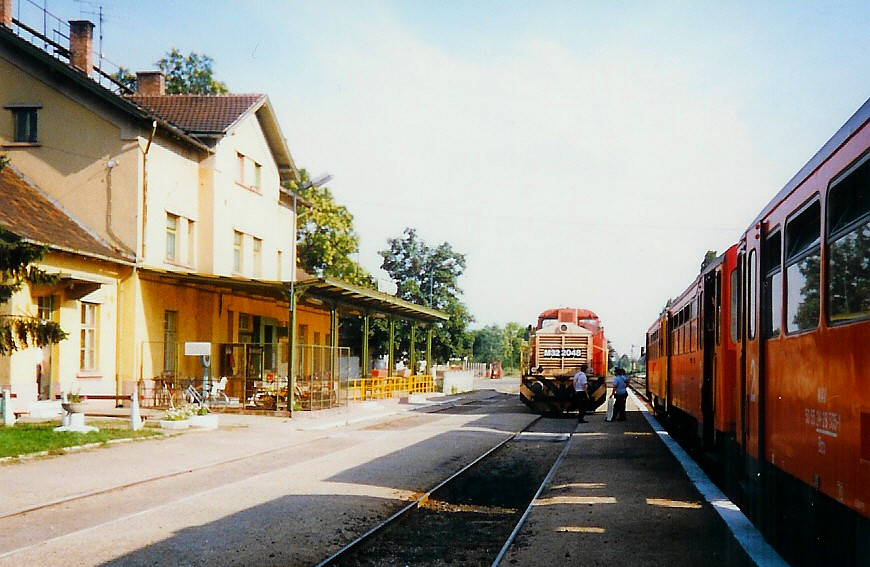
M32 vontatta személyvonat és Bzmot a csongrádi vasútállomáson

### Építése
A mai 147-es számú vasútvonal több részben épült ki. Első szakaszát, a Kiskunfélegyháza–Csongrád vonalat az Osztrák-Magyar Államvasút-Társaság (OÁVT vagy OMÁV, a nevével ellentétben magánvasút volt) építette 1888-ban.
Csongrád az 1880-as évekre a térség jelentős településévé vált 15 000 lakosával. A járási székhelyen téglagyár, gőzmalom és fűrészmalom is működött. A város – elsősorban mezőgazdasági – termékeinek piacra kerüléséhez azonban hiányzott a vasút, ami a nehézkes hajózással és a szekéren fuvarozással szemben állandó, megbízható kapcsolatot jelentett. Az OÁVT - aki akkor már a Cegléd–Szeged vonalat üzemeltette - jó üzletet látott egy leendő csongrádi szárnyvonalban, így megalapította a saját tulajdonú Félegyháza–Csongrád Helyi Érdekű Gőzmozdonyú Vasút társaságot, és elkezdte a vonal tervezését.
A vonal engedélyezési tárgyalását 1887. július 9-én tartották, az engedélyokiratot 1887. szeptember 17-én keltezte Baross Gábor miniszter. A forgalom 1888. szeptember 16-án indult meg. Az eredeti vágány „m” rendszerű volt 21,75 kg/m tömegű sínekkel, 7,50 méter hosszú mezők alatt 10 db talpfa volt. A felépítmény 25 cm-es bányakavics ágyazatra került. A pálya 24 842 méter hosszú, szinte teljesen sík: 5‰-nél nagyobb lejtése nincs, az ívek is mind 300 m-nél nagyobb sugarúnak épültek. Két állomás épült: a kiskunszállási (ma Gátér) 330 méteres, a csongrádi 400 méteres kitérőkkel. Csongrádon, a végállomáson az Osztrák-Magyar Államvasutak szabványa szerinti I. osztályú felvételi épület épült, valamint kétállásos mozdonyszín fordítókoronggal. A teljes építési költség 579 654 osztrák forint volt.
Az OÁVT eredetileg nem kívánt Csongrádnál megállni, tovább kívánt terjeszkedni Szentesig. A magántársaság felajánlotta, hogy ha Szentes városa 160 000 Ft-tal hozzájárul az építkezésekhez, valamint a határában ingyen földterületet biztosít a vasútnak, kiépíti azt a Tisza-híddal együtt. Szentes támogatta a tervet, azonban a kormány nem. Az országgyűlés 1884. évi költségvetési vitájában Törs Kálmán képviselő felszólalt a tervezett vonal hasznosságát hangoztatva; válaszában báró Kemény Gábor közlekedési miniszter azzal indokolta az engedély megtagadását, hogy az Államvasút-társaság a MÁV-nak túlzott konkurenciát jelentene, ha a Tisza bal partjára is kiterjesztené a működését. 1887-ben megnyílt a Szentes és Kunszentmárton közötti helyiérdekű vasút, mely Szentes város tulajdonában volt, így a város is ellenérdekeltté vált a folytatás kiépítésében - még a Csongrádig tartó szakasz is konkurenciát jelentett a saját vasútjának. Az OÁVT viszont ki akarta használni a helyzetét, és tervezte a csongrádi vonal meghosszabbítását a szentesi tiszai átkelőhöz, a Bődi révhez. Ez a terv viszont nem teljesült. Az Osztrák–Magyar Államvasút-Társaságot rövidesen, 1891-ben államosították, vonalait a MÁV vette át.
| Az egyes szakaszok megnyitásának időpontjai | Az egyes szakaszok megnyitásának időpontjai | Az egyes szakaszok megnyitásának időpontjai |
| Szakasz                                     | Átadás időpontja                            | Építtető                                    |
| ------------------------------------------- | ------------------------------------------- | ------------------------------------------- |
| Kiskunfélegyháza–Csongrád                   | 1888. szeptember 16.                        | OÁVT                                        |
| Orosháza–Szentes                            | 1906. január 4.                             | HÉV                                         |
| Szentes–Csongrád                            | 1906. szeptember 22.                        | HÉV                                         |
| Fábián–Zoltántér                            | 1906. december 5.                           | HÉV                                         |

A Szentest Orosházával összekötő vasútvonal kiépítését a helyi érdekeltek már 1887-től szorgalmazták, de az építkezést tőkehiány és a vonalvezetéssel kapcsolatos viták hátráltatták. Gádoros község érdeke a települést érintő nyomvonal volt, míg a mágocsi Károlyi-féle uradalom a rövidebb, Derekegyházon és Nagymágocson keresztül vezető vasútépítést szorgalmazta. A vasútvonal építésére és üzembentartására Gerster Béla és Török Emil budapesti mérnökök kaptak engedélyt, és létrehozták az Orosháza–Szentes–Csongrádi Helyiérdekű Vasút Részvénytársaságot. Részvényesek voltak: Békés és Csongrád vármegyék, Szentes város, Gádoros és Orosháza községek, valamint az érintett nagybirtokosok. A vasútvonal építéséhez szükséges tőkét 3 884 000 koronában határozta meg a minisztérium, melyből 238 000 koronát járműbeszerzésre kellett fordítani, 70 000 koronát tartalékalapba kellett csoportosítani, így magára az építésre 3 576 000 K jutott. Sikerült az érdekelteknek a vonalvezetés mikéntjéről is megegyezniük: a HÉV fővonala Orosháza–Gádoros–Fábiánpuszta–Szentes útvonalon halad, Fábián állomásból kiágazva pedig szárnyvonalat építenek, mely az uradalmakat szolgálja ki. Az építést az 1906. évi XVII. törvénycikk engedélyezte:
| „1. § A ministerium felhatalmaztatik a m. kir. államvasutak Orosháza állomásából kiágazólag a szentes–kunszentmártoni h. é. vasut Szentes állomásán át a m. kir. államvasutak Csongrád állomásáig vezetendő fővonalból és e fővonal 60/61 szelvényei között kiágazólag a Tisza folyó partjáig tervezett vontató vágányból, továbbá a fővonal Fábián állomásából kiágazólag a Zoltántér majorig vezetendő szárnyvonalból álló h. é. vasutnak az 1880. évi XXXI. és az 1884. évi IV. törvénycikkben foglalt feltételek alatt leendő engedélyezésére.” – 1906. évi XVII. törvénycikk az orosháza–szentes–csongrádi h. é. vasut engedélyezése tárgyában (részlet) |

Az építkezés 1905 áprilisában kezdődött el. A kor színvonalának megfelelően kézi erővel végezték a munkát, és alig 9 hónap alatt, 1906. január 4-ére el is készült a 40 kilométer hosszú vasútvonal. Fábiánban és Gádoroson ún. ötödosztályú felvételi épületet emeltek. Fábiánban gőzmozdonyos fűtőház létesült, mely szolgálati lakásként ma is megvan. A nyomvonal kezdetben Orosháza és Szentes között nem érintett közvetlenül települést: Gádorostól egy kilométeres távolságra vezetett, Fábiánsebestyén falu ekkor még nem épült meg. Gádoros lakói kérvényt adtak be nyomvonalmódosításra, hogy a vasutat északabbra vezessék, érintve a település szélét, de ezt a MÁV képviselői elutasították. Ebben az esetben a falu mai központjában haladhatna a vasút, mivel az vasútépítés idején a szélső házak álltak ott. Napjainkra Gádoros dél felé a vasútig terjeszkedett, így a vonal ma már érinti a szélét. A Csongrád–Szentes vasútvonal egyszerre épült a Szentes–Orosháza szakasszal, azonban néhány hónappal később, 1906. szeptember 22-én adták át. Kiépítése megegyezett a pálya orosházi felével, 23 kg/m tömegű „i” rendszerű sínekből épült. Ezzel a szakasszal vált teljessé a pálya Kiskunfélegyházától Orosházáig.
1906. december 5-én a kapcsolódó Fábián–Zoltántér szárnyvonalat avatták fel. 1908-ban 2 km hosszan rakodóvágány épült a Tisza-híd szentesi oldalánál, melyet november 10-én adtak át. A vágány áthaladt a Tisza-híd alatt, majd kétvágányos kitérővel ért véget. Főleg gabonarakodásra használták. Rövid életű volt, 1925-ben szedték fel.
A HÉV által épített vasúti pályák teljesen új anyagból, a helyiérdekű vasúti szabvány alapján könnyű, 9 méteres, 23,6 kg/m tömegű „i” rendszerű sínekből készültek, bányakavics ágyazatban, mezőnként 13 talpfával. Ez már akkor sem számított korszerűnek, kihordási idejét is csak 25 évre tervezték. A vonalakon a legnagyobb menetsebességet a hatóság 40 km/órában határozta meg, a tengelyterhelést pedig 12 tonnában.
A vonalon található legjelentősebb műtárgy, a Csongrád és Szentes közötti Tisza-híd már 1903-ban megépült. Kezdetektől fogva tervezték a vasút átvezetését rajta. Az első három évben közúti hídként, majd 1906-tól 1981-ig közös közúti-vasúti hídként üzemelt.

### Az első évtizedek
| Csongrád állomás forgalma | Csongrád állomás forgalma | Csongrád állomás forgalma | Csongrád állomás forgalma |
| Év                        | Vonatok száma             | Teherforgalom (t)         | Személyforgalom (ezer fő) |
| ------------------------- | ------------------------- | ------------------------- | ------------------------- |
| 1895                      | 1460                      | 4601                      | 30                        |
| 1900                      | 1620                      | 5475                      | 21                        |
| 1905                      | 1481                      | 7642                      | 26                        |

A Kiskunfélegyháza–Csongrád vasútvonal csak 3 évig volt az Osztrák-Magyar Államvasút-Társaságé: 1891. január 1-jével államosították az ekkor 1214 km-es vonalhálózattal bíró – nevével ellentétben magánvasúti – társaságot, így a MÁV tulajdonába került. A vonal engedélyokiratában a következő díjszabás szerepelt – még az OÁVT részéről: Személyszállítás I. osztályon 4,75 krajcár/km; másodosztályon 3,56 kr/km; harmadosztályon 2,37 kr/km. Áruszállítás: I. áruosztály 0,79 kr/100 kg/km; II. áruosztály 0,53 kr/100 kg/km; terjedelmes áruk 1,06 kr/100 kg/km. Teljes kocsirakományú áruk (pl. szén, tűzifa, kő, mész, tégla) 0,41 kr/100 kg/km. A forgalmat az első években vegyesvonatokkal szervezték meg, az 1894-es menetrend szerint naponta 2 pár vegyesvonat járt a vonalon. Az 1901-es menetrend már Kónyaszéket is jelöli megállóhelyként az addigi egyetlen köztes gátéri állomás mellett.
A MÁV-on belül kezdetben a Szegedi Üzletvezetőséghez, később egy ideig a Budapest-balparti Üzletvezetőséghez, majd Aradhoz tartozott a vonal. Az első világháború kezdetekor újra Szegedhez került, ami később már nem változott. Csongrád áruforgalma növekedett, míg személyforgalma 25-30 000 fő/év körül mozgott. A kapcsolódó Csongrád-Szentes szakasz elkészülte jelentős lökést adott a forgalomnak: 1910-ben a személyforgalom 72 000 főre nőtt: Kiskunfélegyháza felé 42 000-en, Szentes felé harmincezren utaztak. Ebben az évben 730 tehervonat és 4234 személyszállító vonat közlekedett (közülük 2435 motorvonat). Az Orosháza-Csongrád HÉV megépültével jelentek meg a síneken a gőzmotorkocsik a lassú vegyesvonatok kiváltására: 1908-ban már 6 gőzmotorkocsi szolgál a vonalon.

A vasútvonal első gőzmotorkocsijainak egyike

Az Orosháza–Szentes–Csongrádi HÉV Rt. szabványszerződés alapján a MÁV-ra bízta a vonalai üzemeltetését. Kezdetben a teherforgalmat gőzmozdonyokkal, a személyforgalmat gőzmotorkocsikkal bonyolították le. Az első két gőzmotorkocsi Cmot sorozatú volt, (07 315 és 07 316 pályaszámokkal) De Dion gőzfejlesztővel és 50 LE-s motorral rendelkeztek. Az 1906-os menetrend szerint 3 pár személyvonat (egy évvel később már 4 pár) és egy pár tehervonat közlekedett a vonalon. A menetidő 2,5 óra volt. Nyaranta 100-150 utas is utazott 1-1 vonaton. A gádorosi állomás hamar kicsinek bizonyult: már 1906-ban megnagyobbították, majd 1912-ben új váróteremmel bővítették, így elnyerte mai formáját.
A gőzmotorkocsik idővel megbízhatatlannak bizonyultak, a kiforratlan konstrukció számos meghibásodással küzdött. Ezért az állami vasúttársaság a motorkocsi üzem helyett a kis teljesítményű mozdonyos vonatok üzemeltetésében látta a megoldást, melyek bevált műszaki megoldásokkal tudják elvégezni a motorkocsik feladatát, és gazdaságosabbak a meglévő mellékvonali mozdonyoknál. Ezeket a mozdonyokat feladatuk alapján motorpótló mozdonynak nevezték. 1910-ben készült el MÁV 11-es (MIa) mozdonysorozata, mely már ebben az évben munkába állt a vonalon a motorkocsik kiváltására. A gőzmotorkocsikat a MÁV 1913 májusában vonta ki a forgalomból.

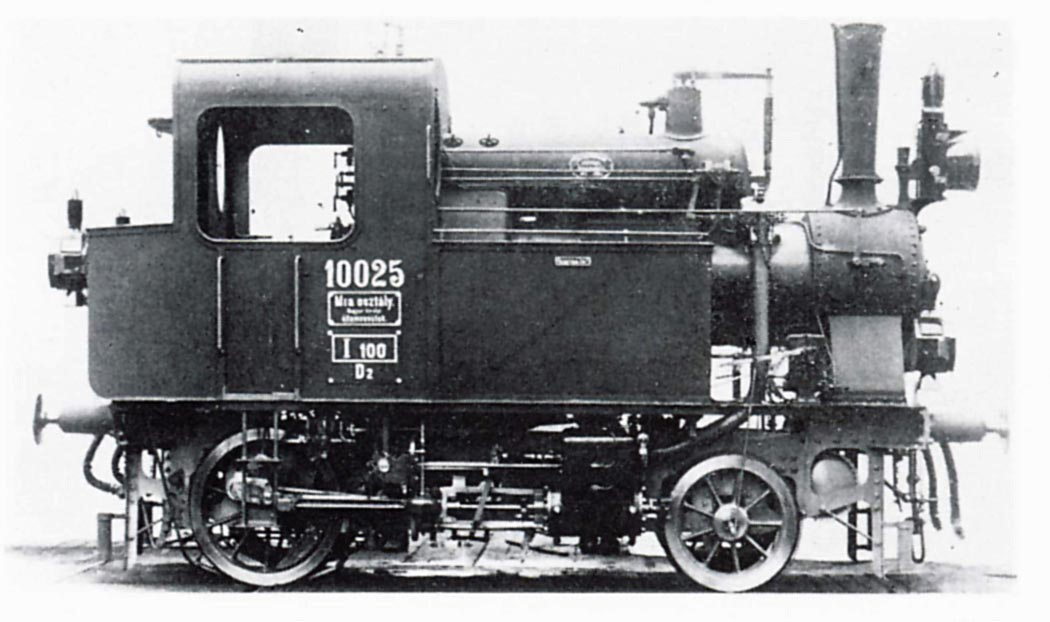
A MÁV 11-es sorozatú motorpótló mozdonya, a vonal jellemző járműve az 1910-es években

1919-ben heves csata alakult ki a Magyar Tanácsköztársaság és a megszálló román hadsereg között a Tisza-hídnál, melynek során felrobbantották annak egyik ártéri szerkezetét. A román megszállás alatt a pályát is elbontották Szentes-Csongrád között több száz méter hosszan Hékéd megállóhelynél. A román hadsereg többek közt a Szentes-Orosháza vonalat is használta a hazánkból elrabolt javak elszállítására.
A híd újjáépítését a MÁV saját költségén végezte el 1920-ban. A felbontott vágány csak 1925-ben épült vissza, addig a párhuzamos Szentes-Kunszentmárton vonalat használták a vonatok. 1925-ben a HÉV 367 200 utast és 137 597 tonna árut szállított, évi tiszta nyeresége elérte a 35 650 aranykoronát.
1926-tól jelentek meg a síneken a BCmot motorvonatok, majd 1928-ban megépült a MÁV szentesi motorgarázsa, amely mindmáig a Dél-Alföld motorvonatainak fő karbantartó műhelye. Az 1930-as években Gyopárosfürdőre is járt „filléres gyors”. A forgalom nagysága a kezdetekkor körülbelül a maival egyezett meg, a vállalkozás a takarékos üzemvitelnek köszönhetően mégis nyereséges volt. Az Orosháza–Csongrádi HÉV-et a gazdasági világválság idején, 1931. október 1-jével államosították – vele együtt az Szentes másik két helyiérdekű vasútját is. Így már nem csak üzemeltető, hanem tulajdonos is lett a MÁV.
Szentes és Orosháza között már a kezdetektől fogva meghatározó volt a cukorrépa-szállítás, ami szorosan összefonódott száz éven keresztül ezzel a vonallal. Justhmajor és Lapistó rakodóhelyek is elsősorban réparakodási célból épültek. A szolnoki cukorgyár 1941-ben Szentes–Fábiánsebestyén között Kórógyrakodó néven répaberakó állomást létesített szekérhídmérleggel.
Már a 20. század első évtizedeiben szükségessé vált a vasútvonalak átépítése a megnövekedett forgalom és az elhasználódás miatt. 1910-ben talpfasűrítést végeztek Kiskunfélegyháza és Csongrád között: a sínszálak alá az addigi 10 mellé még két talpfát húztak be. A teljes síncserét az 1920-as évek második felében végezték el: az addigi "m" (21,75 kg/m) rendszerű pályát 1927-ben fővonalakból kikerült 12 m hosszú "c" (34,5 kg/m) sínekre cserélték Kiskunfélegyháza és Gátér (bezárólag) között. Továbbhaladva 1928-ban Gátér és Csongrád között is folytatódtak a cserék, de itt csak 9 m hosszú sínekkel. A sínleerősítés sínszeges és síncsavaros volt, az ágyazat bányakavics maradt. A csongrádi állomás 1925-ben villanyvilágítást, 1934-ben új vágányhídmérleget kapott.
Ezután a Csongrád–Szentes szakasz vált szűk keresztmetszetté a 12 tonnás maximális engedélyezett tengelyterhelésével. Az átépítést 1936-ban végezték el. Az eredeti "i" (23,6 kg/m) síneket fővonalból kinyert 11 méter hosszúságúra vágott „I” rendszerű (42,8 kg/m) sínekre cserélték. Mezőnként 15 talpfa támasztotta alá a sínszálakat, sínvégeknél ikertalpfás leerősítéssel. Az addigi bányakavics ágyazatot is zúzottkőre cserélték. A Tisza-hídra 24 méteres "c" sínek kerültek. A hídon a sínek közé kiskockakő, a síneken kívülre makadámburkolat került a közúti forgalom miatt. A hatósági pályavizsgálatot és próbamenetet 1936. december 17-én tartották, amely során az átépített szakaszon 55 km/h sebességet és 16 tonna tengelyterhelést engedélyeztek. Az 1941. évi előírások szerint Kiskunfélegyháza-Szentes között a motorvonatok 55, a mozdonyvontatású személyvonatok 50, a tehervonatok 30 km/óra sebességgel közlekedhettek.
A második világháború idején 1944-ben szovjet irányítással Orosházán működött a Dél-Alföld vasúthálózatát kezelő Üzemvezetőségi Kirendeltség. A szervezettséget tükrözi, hogy a kórógyi rakodónál két tehervonat egymással szembehaladva összeütközött. A Tisza-hidat 1944. október 8-án felrobbantották a visszavonuló német csapatok, így két évig szünetelt a forgalom Szentes és Csongrád között. A híd eredeti formájában már nem épült vissza, a hiányzó részeit 1946-ban a magyarcsanádi vasúti Maros-híddal és egy hadihídszerkezettel pótolták. Ezt a megoldást ideiglenesnek szánták, azonban 40 évig maradt a helyén.

### A második világháború után

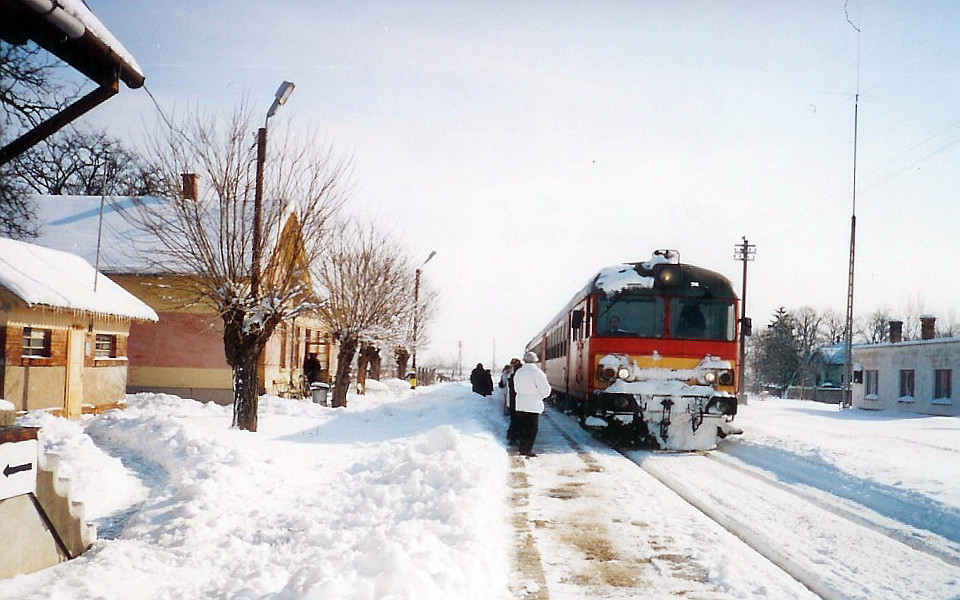
MDmot vontatta szerelvény Gádoros állomáson

Az ötvenes években az újonnan alakult termelőszövetkezeti csoportok, földművesszövetkezetek és tüzépek lettek a vasútvonal fuvaroztatói, az Újvárosi Állami Gazdaság saját rakodóvágányt épített az újvárosi megállónál 1954-ben. Régi fuvaroztatóként megmaradt az eperjesi kendergyár Gádoros állomáson. 1947-ben épült meg a kónyaszéki rakodóvágány, a kónyaszéki megállóhelytől kb. fél km-re Csongrád felé. A síneket Gyalupusztáról (ma Kungyalu alsó vasútmegálló a Tiszatenyő–Hódmezővásárhely–Makó-vasútvonalon, Kunszentmártontól északra) hozták az ottani mellékvágány felszedéséből. A rakodóvágány nem volt hosszú életű, 1964 környékén szedték fel. Csongrád és Szentes között 1952–53-ban az összes talpfát főleg „e” jelű, kisebb részben „B” jelű betonaljakra cserélték egyenkénti cserével. Ma is ez a vonal egyetlen összefüggő hosszabb betonaljas szakasza. Az eredeti aljak jó része ma is megvan, de a csere folyamatos.
Az 1970-es évek elején 24 méteresre hegesztett, szintén "c" sínekre cserélték a Kiskunfélegyháza-Gátér szakasz 12 méteres vágányait és az ágyazatot zúzottkőre cserélték. Azért volt ilyen visszafogott a felújítás, mert a csongrádi vízlépcső megépítéséhez kapcsolódóan tervezték a vonal nagyszabású felújítását. Az építkezéshez iparvágány ágazott volna ki Csongrád alsó és Kónyaszék között Saroktanya felé. A vízlépcső építésének meghiúsulásával a vonal átépítése is elmaradt.
1959-ben a vonal orosházi felén lévő összes kitérőt 34 kg/fm sínrendszerűekre cserélték. A hatvanas években erre közlekedtek az Orosházi Üveggyár szerelvényei, a tehervonatok élén a gőzmozdonyok mellett megjelentek a – kis teljesítményük miatt párba csatolt – M28-as dízelmozdonyok is. A motorkocsikra engedélyezett sebességet néhány évtizeden keresztül 50 km/h-ra növelték. A személyszállítás fellendülését hozta a vidéki ipartelepítés és a szakképzés kiterjesztése a hatvanas években: az utazóközönség nagy részét a Szentesre és Orosházára bejáró dolgozók és diákok alkották. Az 1960-as évek közepétől viszont megindult a térségben a vasúti közlekedés leépülése: először a kendergyárhoz vezető kisvasút szűnt meg Gádoroson, majd a rakodóhelyek körzetesítésével felszedték Justhmajor (1967) és Kórógy (1968) mellékvágányait. Az 1968-as közlekedéspolitikai koncepció a 147-es vonalat fenntartandó és felújítandó vonalnak jelölte, viszont a Fábiánsebestyénnél elágazó és Árpádhalomig vezető szárnyvonalat, amely akkor még jelentős forgalmat bonyolított le, kis forgalomra hivatkozva szüntették meg 1972-ben a koncepció alapján. 1976-ban Orosháza Külsőn (ma Szentetornya) szüntették be a teherforgalmat, 2 évvel később a kitérővágányát is felszedték. 1977-ben az újvárosi rakodóvágányt is meg akarta szüntetni a pályafenntartás, de az állami gazdaság ragaszkodott hozzá, így ma is megvan. Kisebb átépítések is történtek: 1964-65-ben Fábiánsebestyén, Gádoros, Orosháza külső állomásokon betonaljakra cserélték a talpfákat, 1967-ben a Mágocs-ér 2 méter átmérőjű betoncső-átereszét 4 méter nyílású vasbeton hídra cserélték. 1972-ben épült meg az új szentesi téglagyár iparvágánya, ami a vonal orosháza felőli becsatlakozásának átépítésével járt. A nyíltvonalat új ívre helyezték át, míg a régi ív a téglagyári iparvágány része lett.
Az évek során a járműállomány is megváltozott: a 375 sorozatú gőzmozdonyok leállításával megjelentek az M32-es dízelmozdonyok, személyvonatoknál az 1970-es években az MDmot motorvonatok, az 1980-as években a Bzmot motorkocsik váltották az ABmot motorkocsikat.
A kiskunfélegyházi vonalrész teherforgalmát a környező települések, főleg Csongrád adta; erre szállították a helyi üzemek – mint például a bútorgyár, malom – és a Tüzép nyersanyagait és áruit. Élő halat is szállítottak speciális kocsikban a Tömörkényi Halgazdaságból. Gátéren terményt és műtrágyát rakodtak, Kiskunfélegyházán a Gabonaforgalmi és Malomipari Vállalathoz vezetett iparvágány. (Erről ma már csak egy vonalban maradt váltó tanúskodik, a vágányt 1997-ben felszedték.)

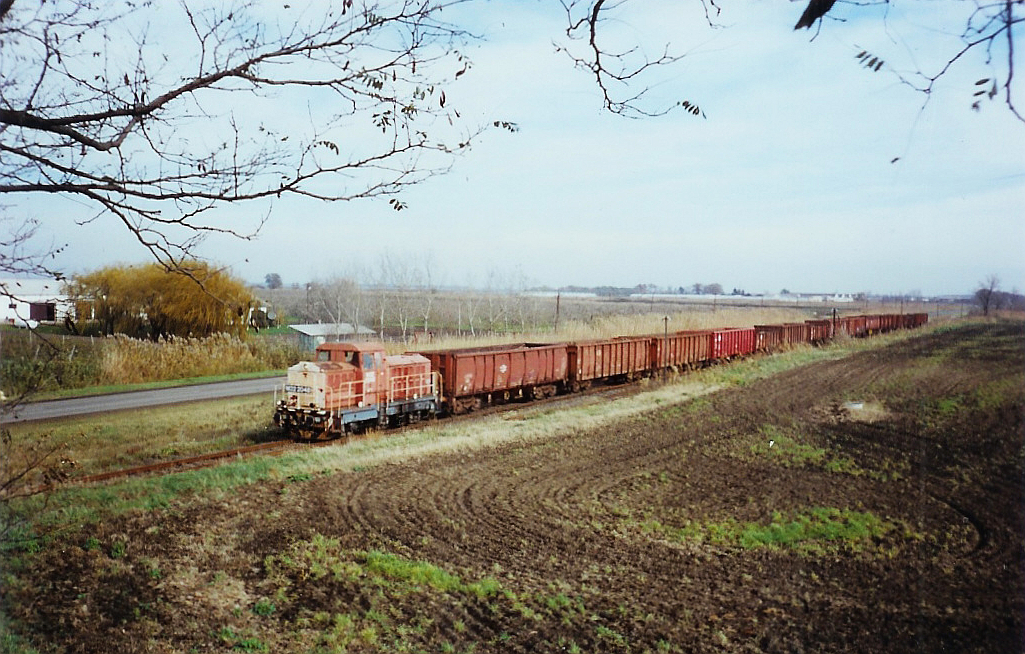
M32 mozdony vontatta cukorrépa-szállító tehervonat Kántor-halomnál

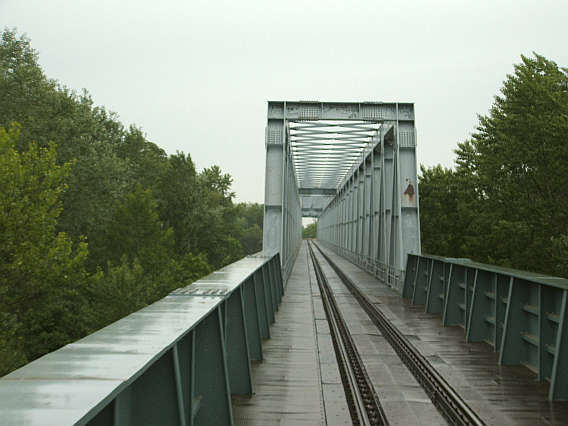
Az új Tisza-híd

Az 1970-es évektől több síncsere is folyt Kiskunfélegyháza és Szentes között: 1975-81 között Gátér és Csongrád között 24 méteres "c" sínekre cserélték az addigi 9 métereseket. A Kiskunfélegyháza-Városi Park szakasz 48 kg/fm síneket kapott a kapcsolódó iparvágányok miatt. 1974 és 1976 között a 11 méteres "I" síneket 24 méteresre hegesztett "I" sínekre cserélték Csongrád és Szentes között; azonban már az 1980-as évek elejétől megindult ugyanitt a csere a korszerűbb 48 kg/m-es rendszerre. A munka többszöri szünet után csak 2004 novemberében lett készen. Az 1990-es évek elején Csongrád és Csongrád alsó közé is 48 kg/m sínek kerültek.
Az orosházi vonalrész állapota az 1980-as évekre leromlott, így megérett az idő a felújításra. 1983–89 között az összes kitérőt 48-as sínrendszerűre cserélték (használt anyagból). Ugyanezen időszakban több kilométer hosszan cserélték a sáros kavicságyazatot zúzottkőre, de nem végig. A nyíltvonal cseréje is elkezdődött 48 kg-os sínre Szentestől kiindulva 1983-ban, azonban 1-2 kilométer után a munka abbamaradt. 1988-ban a pályára engedélyezett sebességet 30 km/h-ban korlátozták a felújítás kiharcolása céljából. Bár átfogó felújítást nem értek el, 1991-től kezdve kisebb síncserék történtek. A rendszerváltozás, gazdasági átalakulás miatt az átépítés tervéből nem lett semmi. A teherforgalom is visszaesett, mivel a privatizált cégek átpártoltak a közúti közlekedéshez, az eperjesi kendergyár pedig megszűnt.
Jelentős esemény volt a vasútvonal életében a Tisza-híd felújítása. A két város között 1981-ben készült el a különálló közúti Tisza-híd, ami tehermentesítette az addig közútiként is használt vasúti hidat. A híd állapota az évek során nagyon leromlott, a cseréje halaszthatatlanná vált. Moldova György az 1977-ben megjelent Akit a mozdony füstje megcsapott… című könyvében így írt róla:
| „ A Szentes–Csongrád közti Tisza-hídra apró kőkockás út visz fel, magát a hidat fazsindelyek borítják, a szerkezet olyan gyönge, hogy nehezebb burkolatot nem bírna el, még 1902-es szerkezetdarabok is akadnak benne, a háború után kerültek ide Magyarcsanádról. […] A felépítmény itt is elképesztő állapotban van, hegyet-völgyet alkotva emelkedik és süllyed, a lejárónál el is törött a sín, egyujjnyi magas „lépcsőn” döccennek meg a kerekek, itt a kocsik már nem is sínen, hanem a puszta kövön futnak.” |

A közúti híd után 1986-ban a vasúti hidat is újjáépítették 600 millió Ft költséggel. Az új híd közvetlenül a régi déli oldalánál készült el, így rajta áthaladva észak felé nézve még láthatók a régi híd pillérei és a hídfők mellvédjei. A hídépítéssel egy időben pályakorrekciót végeztek a csongrádi oldalon, 2,7 km-en átépítették a pályát 48 kg/fm sínekkel és LM betonaljakkal. Az íveket úgy alakították ki, hogy alkalmasak legyenek a 100 km/h sebességre. Magára a hídra 54 kg/fm sínanyag került.

### A rendszerváltozás után

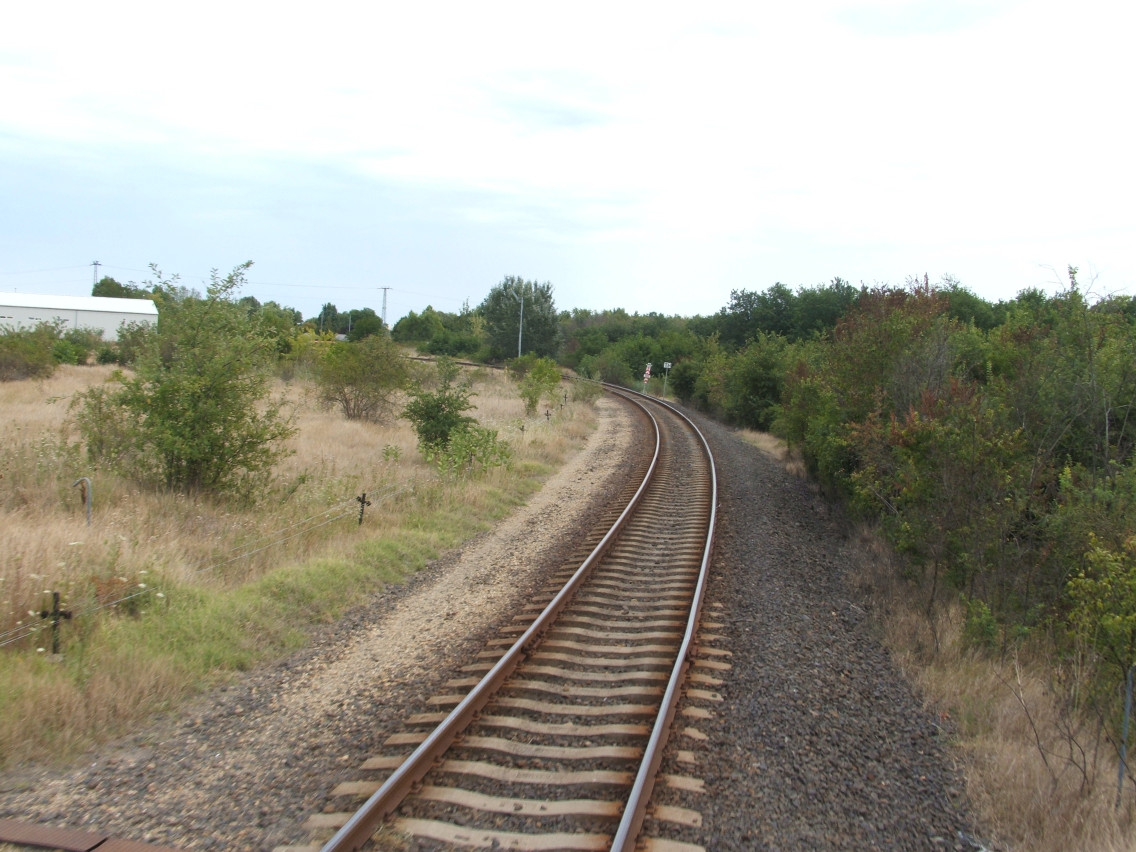
A vasútvonal kiágazása Orosháza felé Szentesnél, a ritka átépített betonaljas szakaszok egyike

1996–97-ben napirendre került a Szentes-Orosháza szakasz megszüntetése. 1997. június 1-jétől Gádoros és Orosháza között egy lassújellel 9,5 km hosszon 10 km/h-ban szabták meg a legnagyobb sebességet. A MÁV illetékesei vasútpótló (tehát nem vonatpótló) buszjárat szervezésébe kezdtek. (Összehasonlításképpen: ebben az időszakban szűnt meg a hasonló helyzetű Pécs–Bátaszék-vasútvonal Pécsvárad–Véménd közötti szakaszán a személyforgalom.) A megszüntetés terve és az elriasztó menetidő ellen tiltakozás és aláírásgyűjtés tiltakozás kezdődött, ami sikerrel járt: a vonalrész megmaradt, több helyen sín-, alj- és ágyazatcserével javítottak a minőségén. 7000 talpfát cseréltek ki, valamint átépült 48 kg/fm sínrendszerre Gyopárosfürdő mh. környéke. A síncserék a következő években is folytatódtak, anyaguk fővonali felújítások vissznyereményéből illetve bontásból került ki, például a megszűnt Dunaföldvár–Solt-vasútvonal anyagának egy része is ide került. Fábiánsebestyén és Gádoros állomások, valamint a táblás megállóhelyek is emelt utasperont kaptak. 2005 nyarára a szakasz hosszának fele, azaz 20 km vágány épült át. Ezeken a részeken a pályaszerkezet elbírná a 60 kilométer/órás sebességet.
1999-ben felmerült a vasúti személyforgalom leállítása 1000 kilométeren – amiben a teljes vasútvonal is benne volt – azonban a terv nem valósult meg.
2006. január 7-én ünnepelték a Szentes-Orosháza vasútvonal fennállásának 100. évfordulóját. Az évforduló alkalmából nosztalgiavonat közlekedett, valamint emléktáblát avattak a fábiánsebestyéni és szentesi vasútállomáson.
2006 nyarán újra felmerült személyforgalom leállítása az orosházi részen – ezúttal a „vasúti reform” részeként további 27 mellékvonallal együtt tervezték a leállítást – de végül kikerült a szakasz az első körben 2007. március 3-ával megszüntetett 14 mellékvonal közül. Azonban ez nem jelentett végleges nyugalmat: az egész vonal sorsa kérdéses maradt az újabb vonalbezárási tervezetek miatt. A Gazdasági és Közlekedési Minisztérium szerint a vasútvonalon az országos közforgalmú személyszállítás fenntartása nem indokolt. 2007 őszén új tervek láttak napvilágot, miszerint a decemberi menetrendváltástól 38 mellékvonalon áll le a személyszállítás. Ebben a tervezetben a teljes 147-es vonal benne volt, azonban a GKM elállt a megszüntetéstől.
2006 szeptemberében a csongrádi vasútállomáson forgatták Koltai Róbert Megy a gőzös című filmjét. Az állomás a filmben Iharos és Szikhalom neveken szerepel. A rendező állítása szerint azért választotta a helyszínt, mert az 1920-as évek hangulatát idézi.
2008-2009-ben a MÁV pályavasút „hálózat-racionalizálási” programot hajtott végre, mely mellékvonali állomások bezárásával és elbontásával járt az ország több pontján. Fő cél a vonali személyzet csökkentése volt. Ennek esett áldozatául Fábiánsebestyén állomás, melyet 2009. július 8-ával megszüntettek, továbbiakban mint megállóhely üzemel. Az állomás felszámolása során a mellékvágányokat és a teljes biztosítóberendezést elbontották alakjelzőkkel együtt, az állomásról kezelt sorompókat vonat által kezelt fénysorompókra cserélték. Így a teherforgalom későbbi felvétele lehetetlenné vált, az így létrejött hosszú Szentes–Gádoros állomásköz miatt nőtt a vasútvonal zavarérzékenysége és csökkent az átbocsátóképessége. Ezzel együtt Szentes és Orosháza között bevezették a mellékvonali forgalomirányítást (MEFI). Gádoros állomáson rugós váltókat helyeztek üzembe, hogy a keresztezések a vonatszemélyzet által lebonyolíthatók legyenek. Ez az állomás MEFI-állomásként személyzet nélkül üzemel tovább.
2012-ben újabb súlyos leépítés érte a Szentes-Orosháza vonalszakaszt. A 2012. április 15-én megjelent 1. sz. menetrendi módosítás országos szinten tömeges járattörlésekkel járt több mellékvonalon. Szentes-Orosháza között az addigi 6-ról mindössze két vonatpárra csökkent a forgalom. Ezzel a vonalszakasz utasainak nagy részét elvesztette.
2013. június 1-től a Szentes és Orosháza közötti vonatok 15%-kal mérsékelt regionális díjszabással vehetők igénybe. 2014. február 15-től a Nemzeti Fejlesztési Minisztérium 25%-ra emelte a kedvezmény mértékét.
A leépítések ellenére a pályafenntartás a lehetőségeihez mérten igyekszik a vonal műszaki színvonalán javítani. A folyamatos vonali síncserékkel 2015 tavaszára a Szentes-Fábiánsebestyén szakaszból kikerültek az utolsó eredeti sínek. Még mintegy 14 km eredeti vágány cseréje szükséges Fábiánsebestyén és Justhmajor között.
2020. június 6-ával ezen a vasútvonalon is bevezetésre került az koronavírus-járványhoz kapcsolódóan az "ideiglenes járványügyi menetrend". Az intézkedés keretében Szentes és Kiskunfélegyháza között napi 2 párra, Szentes és Orosháza között mindössze napi 1 párra csökkentették a menetrendi kínálatot. Szentes város önkormányzata tiltakozását fejezte ki a rendkívüli járatritkítás miatt, azt vasútbezárási kísérletként értékelve. A járványügyi menetrendet ezen a vonalon még 2020 őszén kivezették. 2021 decemberében menetrendi bővítésre került sor, Kiskunfélegyháza-Szentes között egy új délelőtti vonatpár és egy új esti vonat, Szentes-Orosháza között munkanaponként 1 új vonatpár beállításával. 2022-ben hétvégén is új vonatpárat kapott a Szentes-Orosháza szakasz, így a hét minden napján 3 pár vonat közlekedik.
2023. április 2-ával Kónyaszék megállóhely áthelyezésre került, az eredeti helyétől mintegy 1,2 km-re Csongrád felé (191. szelvény).
2023. augusztusában a Szentes–Orosháza vonalszakasz újra a hírekbe került az Építési és Közlekedési Minisztérium vonalbezárási terveinek kapcsán, miszerint a 2023-as magyarországi vasútbezárások folytatásaként újabb 7 vonal kerülhet bezárásra az ősz folyamán. Erre azonban nem került sor.
2023 őszén a MÁV 40 km/h lassújelet tűzött ki a teljes Kiskunfélegyháza–Csongrád szakaszra, a pályaállapot romlása miatt. Ez az intézkedés felborította a kétórás ütemes menetrendi struktúrát, folyamatossá váltak a csatlakozásmulasztások Kiskunfélegyházán ami az utasszám jelentős visszaesését okozta.

## Egykori kapcsolódó vasútvonalak

### Az árpádhalmi szárnyvonal
A vasútvonalnak volt egy leágazása, ami Fábiánsebestyént kötötte össze Zoltántérrel (Árpádhalom külterülete a falutól 1,5–2 km-re nyugatra). Ez a szakasz szintén 1906-ban épült, főleg a grófi uradalom szállítási igényeire. A két végállomás között egy megállóhely volt Nádas-halomnál és megálló-rakodóhely Lajostanya majornál (Nagymágocs mrh.); utóbbinál kisvasúti csatlakozás volt Nagymágocs felé. A 8,5 km-es szakaszon a forgalom 1906. november 5-én indult meg. Végzetét az 1968-as közlekedéspolitikai koncepció jelentette, mely a vasúti forgalom közútra terelését szorgalmazta, ami országszerte vonalbezárásokkal járt. A forgalom 1972. szeptember 30-án állt le, egy év múlva a síneket is felszedték.

### A Csongrád–felgyői gazdasági vasút
1923-24-ben épült meg a Csongrád állomásról kiinduló 600 mm nyomtávolságú kisvasút, ami a gróf Károlyi-féle ófelgyői uradalomba vezetett 17 kilométer hosszúságban. Később a Felgyői Állami Gazdaság kezelésébe került. A forgalom az 1960-as évek közepére elsorvadt (teherautók, traktorok térhódítása miatt), a vágányokat 1968-ban felszedték. Töltése Csongrádon a Szentesre vezető 451-es főút fénysorompója mellett, a nagyvasút déli oldalán épségben megvan kb. 100 m hosszúságban.

### Fábiánsebestyén kisvasútjai
Sváb János földbirtokosnak hatalmas földterülete volt a 20. század elején Fábiánsebestyén környékén. 1922-ben a nagyvasúti és a birtokon belüli szállítás megkönnyítésére kisvasutat építtetett, melynek központja és átrakóállomása Fábián (akkor még nem Fábiánsebestyén) állomáson, a felvételi épülettel szemben volt. A kisvasúti átrakás céljára épült az állomáson egy ötödik vágány, illetve két keskeny vágány. (Ma már egyik sincs meg.) A kisvasútnak két ága volt: az északi a falutól 2 km-re északra található Koticzki-majorban ért véget, a déli ág a Mágocsi majorig vezetett kb. 7 km hosszan. Ez utóbbi szintben keresztezte az árpádhalmi nagyvasutat is.
Nem sokáig működött ebben a formában a vasútüzem, mert Sváb János eladta a birtoka egy részét Koticzki Mihálynak, míg másik részét Rosenthal Adolfnak. A kisvasút az árpádhalmi vonal keresztezésnél a birtokkal együtt kétfelé szakadt. Mivel a Rosenthal-féle csonka vasútnak nem lett nagyvasúti kapcsolata, ő észak felé, Mikecz-csárdánál építtetett 2 km hosszan csatlakozást 1926-ban. A Koticzki-féle vasút az 1930-as évek közepére elvesztette jelentőségét, a birtokos nem használta: a vágányok az 1940-es évek elejére el lettek bontva. A mikeccsárdai kisvasút 1940 tavaszán szűnt meg, mert a birtokot felparcellázta a birtokos és eladta. Ugyanekkor szűnt meg a nagyvasút mikeccsárdai kitérője is. A kitérő nyomai ma is láthatók, mivel a kavicságyazatú szakaszon a váltók helyére zúzottkövet terítettek.

### Nagymágocs és Árpádhalom kisvasútjai
Nagymágocs első, 600 mm nyomtávú kisvasúti vonalát a nagymágocsi Károlyi-uradalom építtette a mezőgazdasági termények szállítására 1899-ben. A hálózat a következő években tovább bővült, a helyiérdekű vasút kiépülésével 1907-ben Lajostanya majornál kapcsolatot teremtett a Fábiánsebestyén–Zoltántér major vasútvonallal. Az ötvenes évek elején a vasúthálózat a Nagymágocsi Állami Gazdaság tulajdonába került. 1955-ben felmerült a 760 mm nyomtávúra átépítés terve, de kapacitáshiány miatt a munkához nem tudtak hozzákezdeni. A kisvasút az 1960-as évek elején szűnt meg.

A falut érintette a Szegvári Gazdasági Vasút 40 km hosszú 760 mm-es kisvasúti hálózatának fő vonala (Szegvár–Nagymágocs–Árpádhalom), melyen személyszállítás is folyt Árpádhalom és Nagymágocs között. Ez a vasúthálózat Zoltántér (későbbi nevén Árpádhalom) állomáson csatlakozott a Fábián–Zoltántér nagyvasúti vonalhoz. A személyforgalom 1971. január 1-jével szűnt meg, a síneket 1972 áprilisára szedték fel.

### A Gádoros–eperjesi kendergyári kisvasút
Gádoros állomástól kiindulva 1916-18-ban kisvasút épült 600 mm nyomtávolsággal a Gádorostól északnyugatra elterülő földterületek felé a mai Eperjes község területéig. A kisvasút tulajdonosa a Mezőgazdasági Kenderipar Rt volt. A kendergyár megépülte után (1920-as évek) 760 mm nyomtávolságúra építették át. A kezdetben teljesen ló- és szamárvontatású vasúton a második világháború után jelentek meg motoros mozdonyok, de továbbra is megmaradt az állati vontatás. 1949-ben államosították a vasutat. 1965-ben felszedték a kisvasútnak a Gádoros állomás–Kendergyár szakaszát, de a Kendergyáron belüli vonalhálózata (amely több kilométer vágány volt) továbbra is üzemben maradt és 1975 körül szűnt meg. A gyár 1989-ben zárt be.

### A szentetornyai kisvasút
A szentetornyai kisvasutat Rosenthal és Haraszti nevű birtokosok építtették 1926-ban. A szentetornyai állomásról indult, majd egy őrház mellett szintben keresztezte a nagyvasutat. Keleti majd északi irányba haladt kb. 6 km hosszan a nevezett birtokosok földjén az Eötvös-majort is érintve (nem a nagyvasúti megállót, hanem magát a majort). Az évek során a birtokosok a földet sok-sok kisbirtokra parcellázva eladták, emiatt nem volt hosszú életű a vasút: az 1940-es évek elejére megszűnt.

### Alföldi Első Gazdasági Vasút
A Dél-Alföld legnagyobb kisvasúti hálózatával, az AEGV-vel (későbbi nevén MÁV Alföldi Kisvasút) Orosháza állomáson volt kapcsolata a vonalnak. A két vasút kb. 600 méter hosszon párhuzamosan futott egymással Orosháza és Gyopárosfürdő között. Az AEGV kisvasúti vonalai egész Békés vármegyét behálózták közel 140 km hosszúságban – emellett más gazdasági vasutakkal is kapcsolatban volt (pl. Sarkadi GV). Az első, 15 kilométeres kisvasúti vonal 1899-ben készült el Mezőkovácsháza és Cikóhalom között, melyet a hálózat gerincét képező 55 kilométeres Mezőkovácsháza–Békéscsaba vonal követett. Orosházát 1925-ben, Gyopárosfürdőt 1926-ban érte el a vonalhálózat. Ennek a kisvasútnak is az 1968-as közlekedéspolitikai koncepció jelentette vesztét, a vonalakat fokozatosan a 70-es évek közepére megszüntették.

## A pálya állapota
| Engedélyezett pályasebességek (2006/2007) | Engedélyezett pályasebességek (2006/2007) | Engedélyezett pályasebességek (2006/2007) | Engedélyezett pályasebességek (2006/2007) |
| Viszonylat | Sebesség (2006/2007)                      | Sebesség (2007/2008)                      | Sebesség (2023)                           |
| --- | ----------------------------------------- | ----------------------------------------- | ----------------------------------------- |
| Kiskunfélegyháza–Gátér | 60 km/h                                   | 60 km/h                                   | 40 km/h                                   |
| Gátér–Csongrád alsó | 50 km/h                                   | 60 km/h                                   | 40 km/h                                   |
| Csongrád alsó–Szentes | 60 km/h                                   | 60 km/h                                   | 60 km/h                                   |
| Szentes–Dónát | 40 km/h                                   | 50 km/h                                   | 50 km/h                                   |
| Dónát–Fábiánsebestyén | 30 km/h *                                 | 30 km/h **                                | 50 km/h                                   |
| Fábiánsebestyén–Újváros | 40 km/h                                   | 30 km/h **                                | 30 km/h                                   |
| Újváros–Gádoros | 30 km/h *                                 | 30 km/h **                                | 30 km/h                                   |
| Gádoros–Justhmajor | 40 km/h                                   | 30 km/h **                                | 30 km/h                                   |
| Justhmajor–Orosháza | 40 km/h                                   | 50 km/h                                   | 50 km/h                                   |
| * Lassújel, nem teljes megállóközben ** A 30 km/h-val járható átépítetlen pályaszakasz Dónát és Pusztatemplom megállóhelyek között kezdődik, és Justhmajor előtt néhány száz méterrel ér véget. |                                           |                                           |                                           |

Az engedélyezett tengelyterhelés Kiskunfélegyháza–Szentes között 16 tonna, Szentes–Orosháza között 12 tonna.
Kiskunfélegyháza és Szentes között a pálya 48 kg-os és c sínekből áll, Kiskunfélegyháza és Csongrád között szinte végig faaljakon. A c sínes szakasz Városi Park és Csongrád alsó között található, a sínek eredete vegyes, sok a több részből 24 méteresre hegesztett sínszál. Csongrád állomás vágányai c rendszerűek. Csongrád és Szentes között végig vasbetonaljas a pálya, 48 kg/m sínekkel. A betonaljak típusa vegyes, egyaránt találhatók fa- és műanyagbetétes, előfeszített és lágyvasbetétes aljak, nyíltlemezes vagy GEO leerősítéssel. A Tisza-híd környékén átépített vágány végig LM aljas, GEO leerősítéssel, mivel itt átépítésekor 100 km/h sebességre tervezték a pályát. A hídra 54 kg-os sínek kerültek. Az engedélyezett sebesség Kiskunfélegyháza és Szentes között motorvonatoknak 60 km/h, mozdonyos vonatoknak 30 km/h.
A Szentes–Orosháza szakasz felépítménye jóval változatosabb képet mutat, mivel átfogó nagy átépítést fennállása alatt nem kapott. Körülbelül a fele épült át nagyobb teherbírásúra, az átépítetlen szakaszokon az eredeti 1905-ös gyártású 23,6 km/m tömegű diósgyőri sínek találhatók 9 méteres hosszban. Ez az egyetlen működő vasútvonal az országban (a kisvasutakat leszámítva), ahol még lehet a helyiérdekű vasúti szabványnak megfelelő "i" sínrendszerű síneken utazni. Az átépített szakaszok nagy része 48-as sínből áll, de találhatók kisebb hosszban 44,3 kg-os, 42,8 kg-os, 34,5 kg-os sínek. Az átépített rész Szentestől kiindulva Fábiánsebestyén megállóhelyig tart. Fábiánsebestyéntől kezdődően kb. 15 km hosszan "i" sínekből áll a felépítmény, így 30 km/h-s állandó lassújel van érvényben. Újváros közelében illetve Gádoros állomás területén szigetszerűen pár száz méter hosszban 48-as sínek is találhatók. Justhmajor előtt kb. 1 km-rel véget ér a lassújel, innen Orosházáing végig átépített a pálya. A pályasebesség 50 km/h. Keresztaljakként talpfák a jellemzők, betonaljak csak szórványosan fordulnak elő. Gádoros állomás területe végig betonaljas. Az ágyazat váltakozva zúzottkő vagy bányakavics, átépített és "i" sínes részeken egyaránt előfordul mindkettő. Érdekesség, hogy az eredeti 1905-ösnél régebbi síneket is lehet ma találni szórványosan a vonal orosházi felén, ezek a ’60-as évektől kezdve jelentek meg sínpótlásokkor. 1895-ös 'i' rendszerű sínek kerültek be egy Komádi és Körösújfalu közötti pályaátépítés vissznyereményéből 1994-ben. A legrégebbi beépített sín 1874-es.

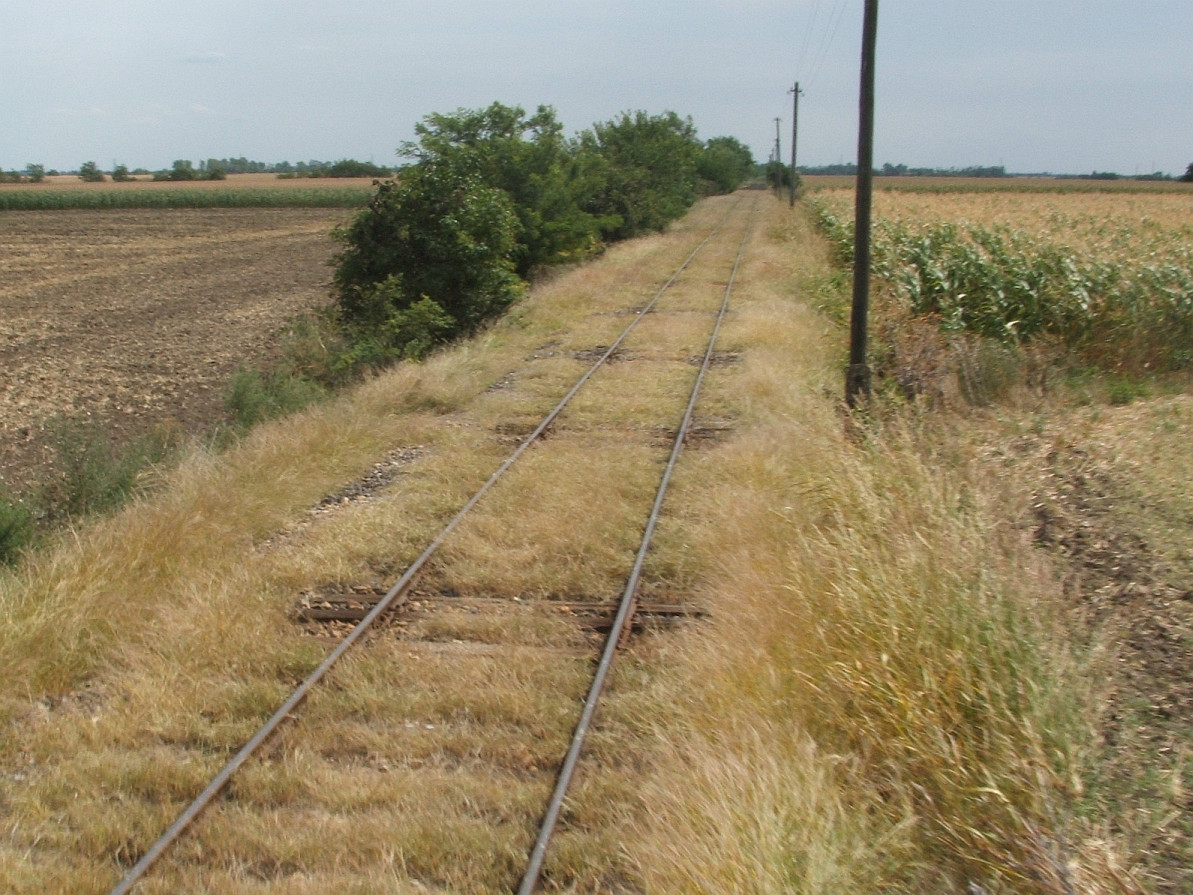
Kavicságyazatú pályarészlet Justhmajor közelében. A szakasz az eredeti kiépítettséget mutatja 1905-ös gyártású sínekkel, talpfákkal, kavicságyazattal
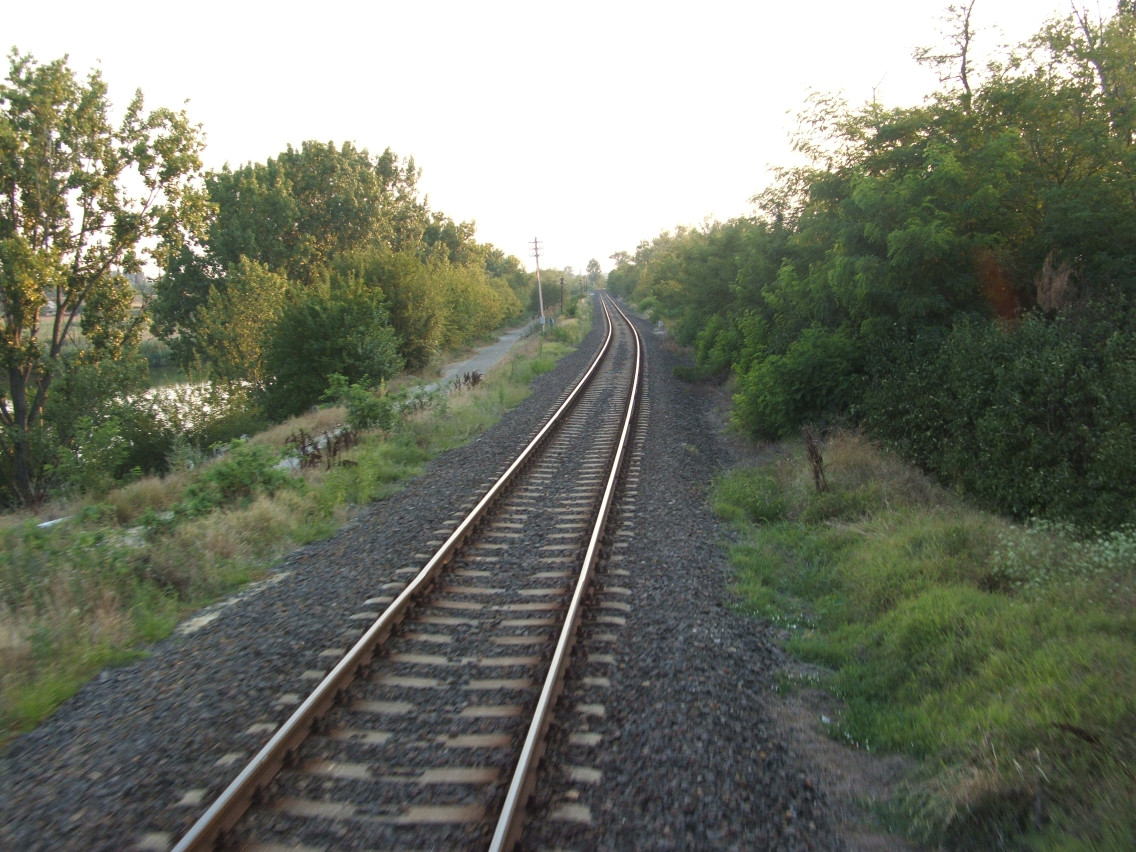
A vasútvonal Csongrád közelében LM vasbeton aljas felépítménnyel, GEO sínleerősítéssel

## A forgalom
A vonatok a Kiskunfélegyháza–Szentes szakaszt (39 km) 55, míg a Szentes–Orosháza szakaszt (40 km) 1 óra 14 perc alatt teszik meg. 2007 végén sebességrendezést hajtottak végre Szentes és Orosháza között, amely során az egységes 40 km/h-ról az átépített szakaszokon 50 km/h-ra emelték, az eredeti, átépítetlen szakaszokon viszont 30 km/h-ra csökkentették a sebességet. A személyforgalmat manapság Bzmot és 6341 („Uzsgyi”) sorozatú motorvonatok látják el, régebben közlekedtek MDmot, M41 és M32 vontatta vonatok. A teherforgalom időszakos. Ez főleg cukorrépaszállítást jelentett az orosházi szakaszon, de a 2000-es évek közepén nagyrészt megszűnt. A vonalon állomástávolságú közlekedés van érvényben.

## Megállóhelyek és állomások

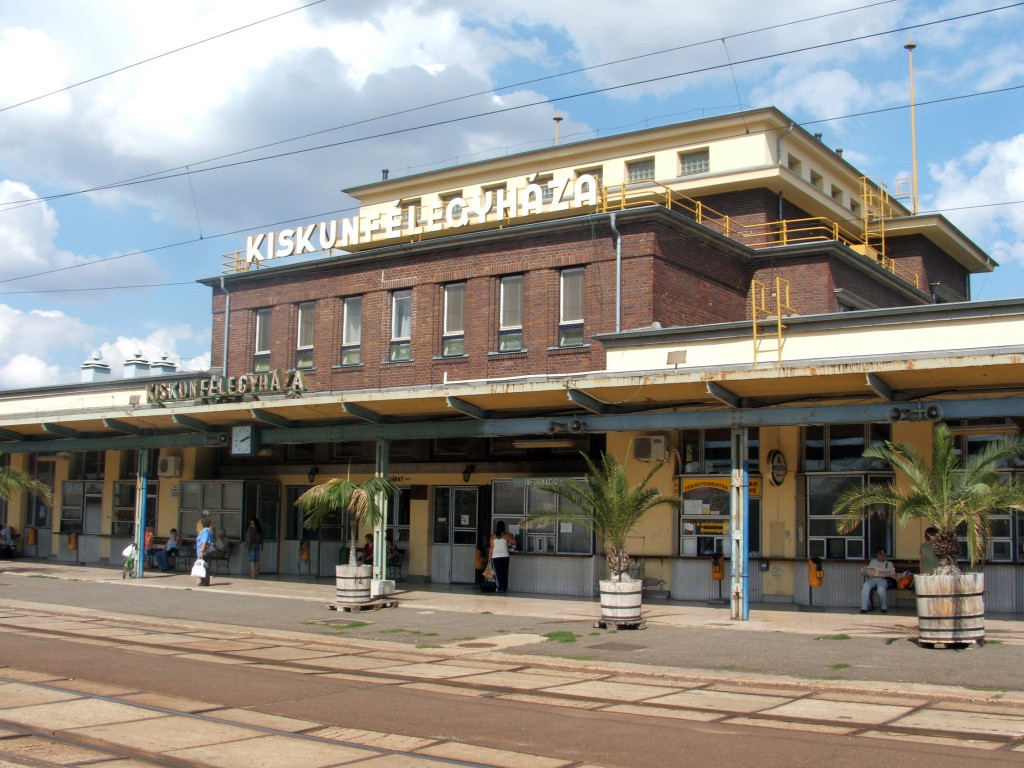
Kiskunfélegyháza állomás
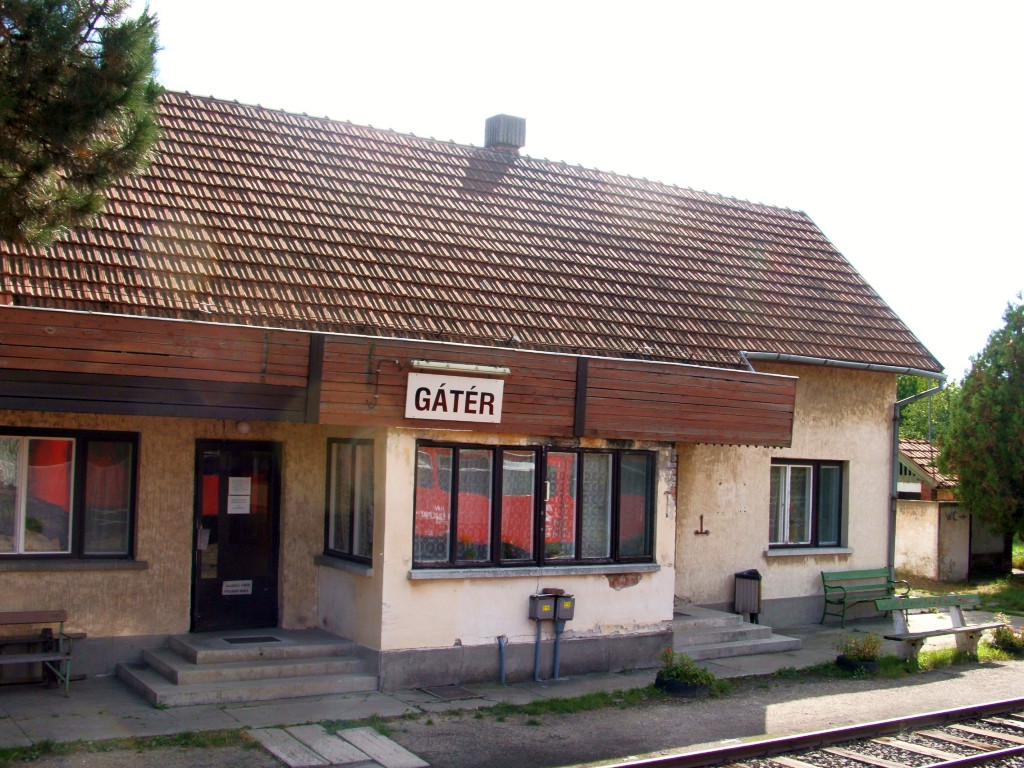
Gátér állomás
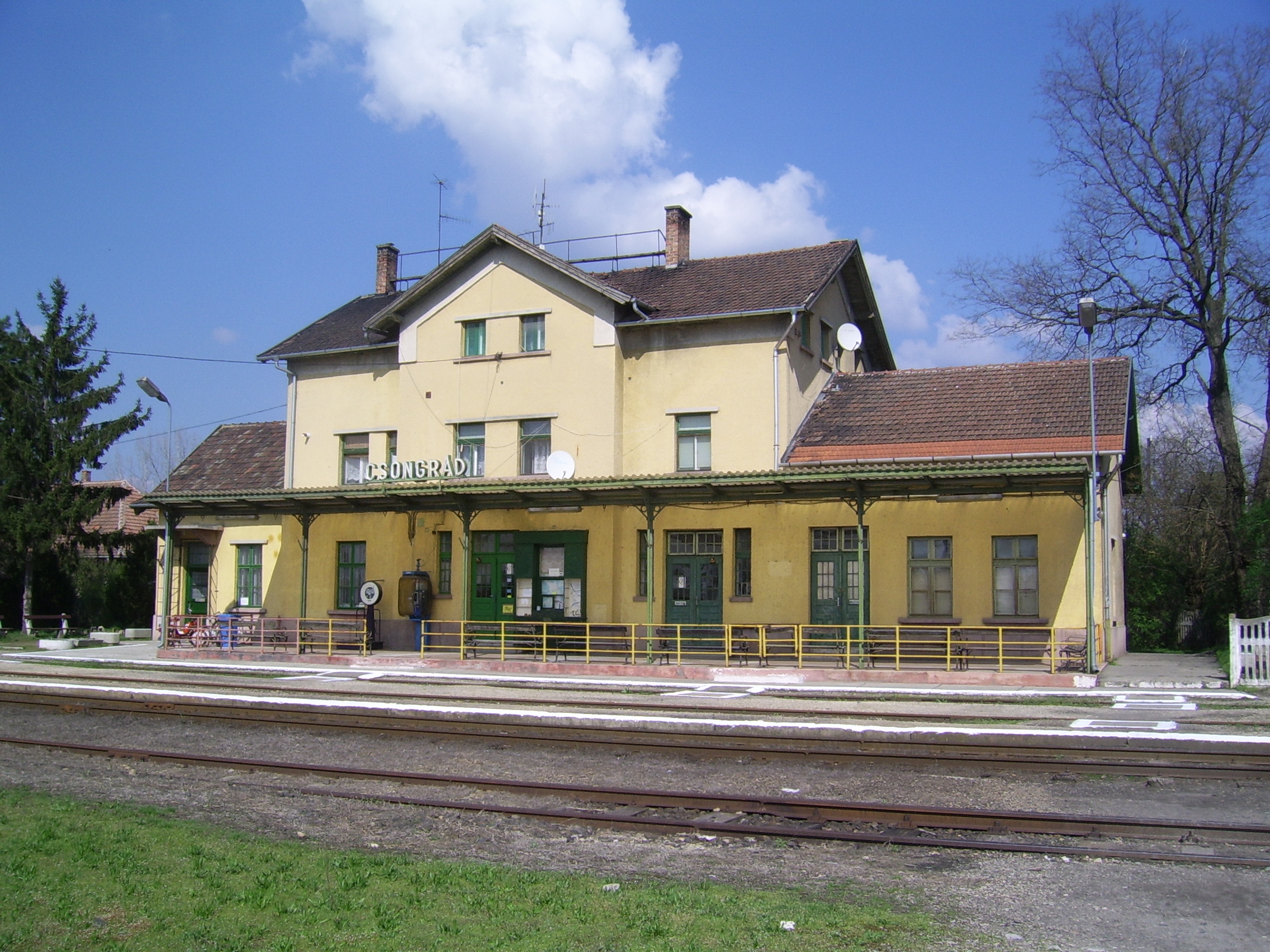
Csongrád állomás
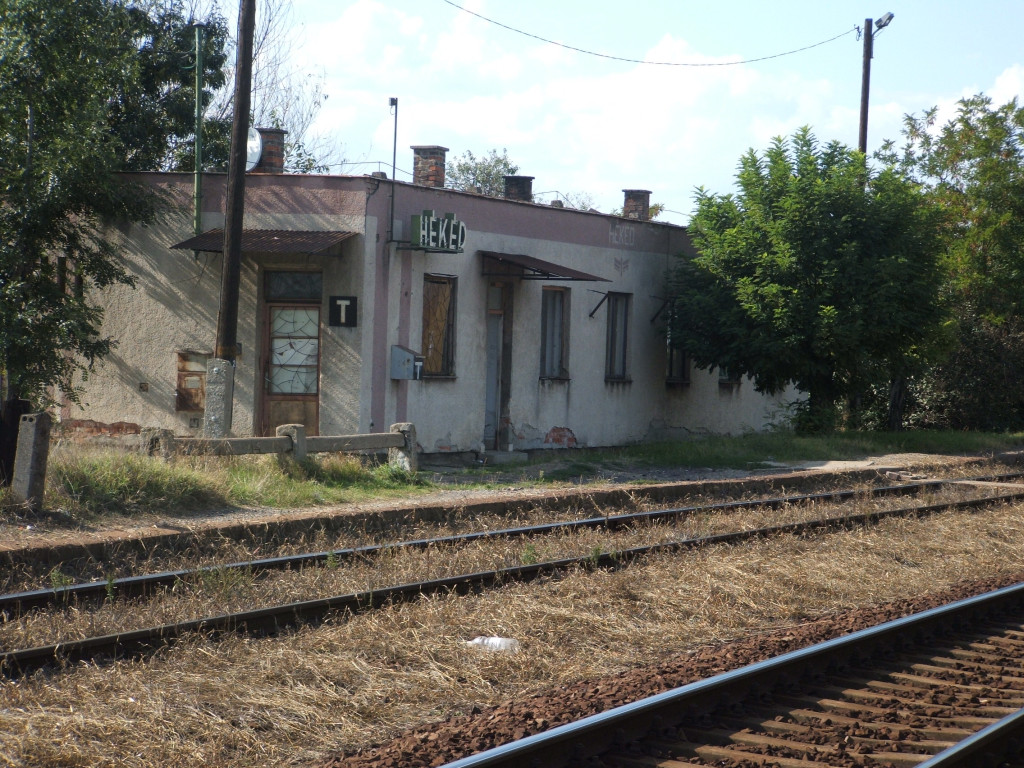
Hékéd megállóhely. Az épületben már nincs vasúti szolgálat.
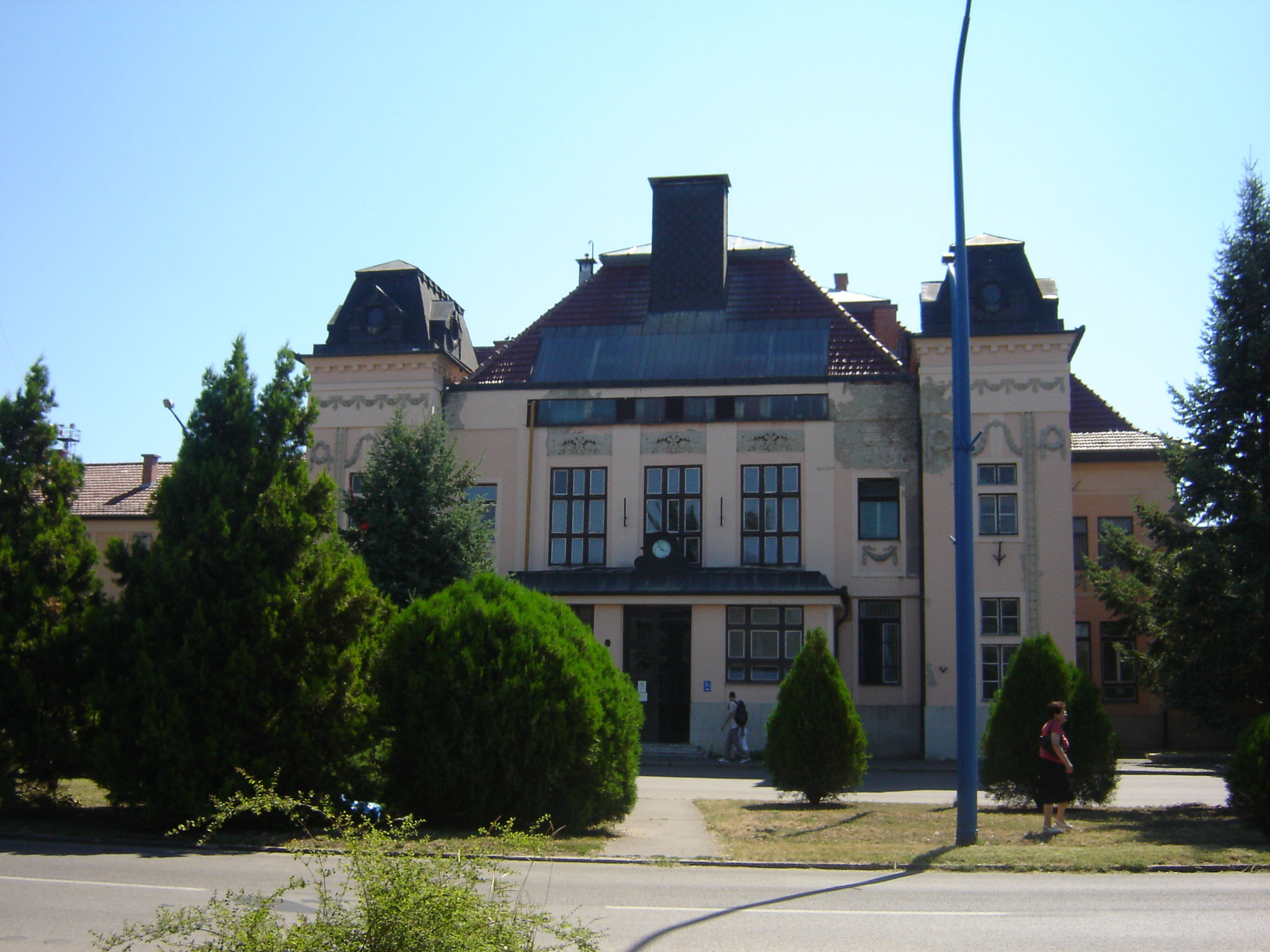
Szentes állomás
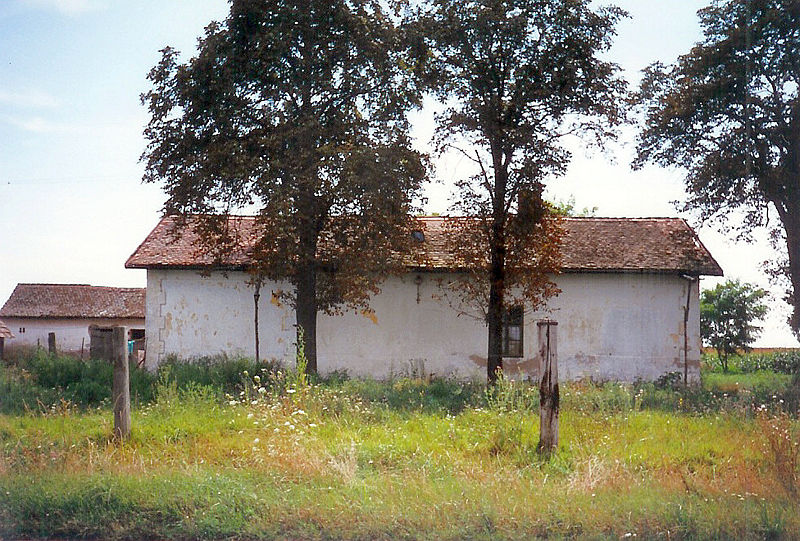
Árpádhalom egykori vasútállomása. A sínek a kép előterében voltak. Az épületet átalakították, több ablakot befalaztak.
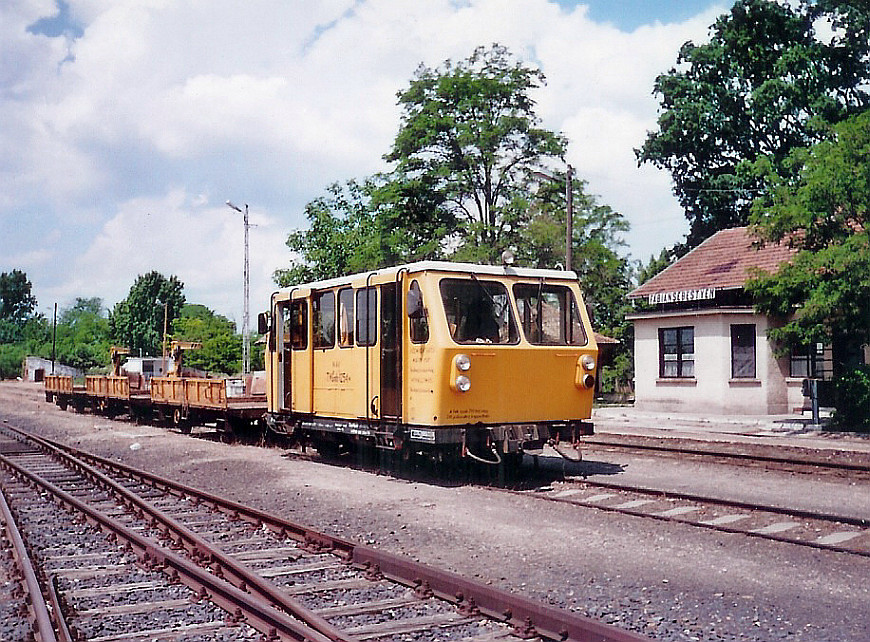
Fábiánsebestyén állomás tehervágánygépkocsival.
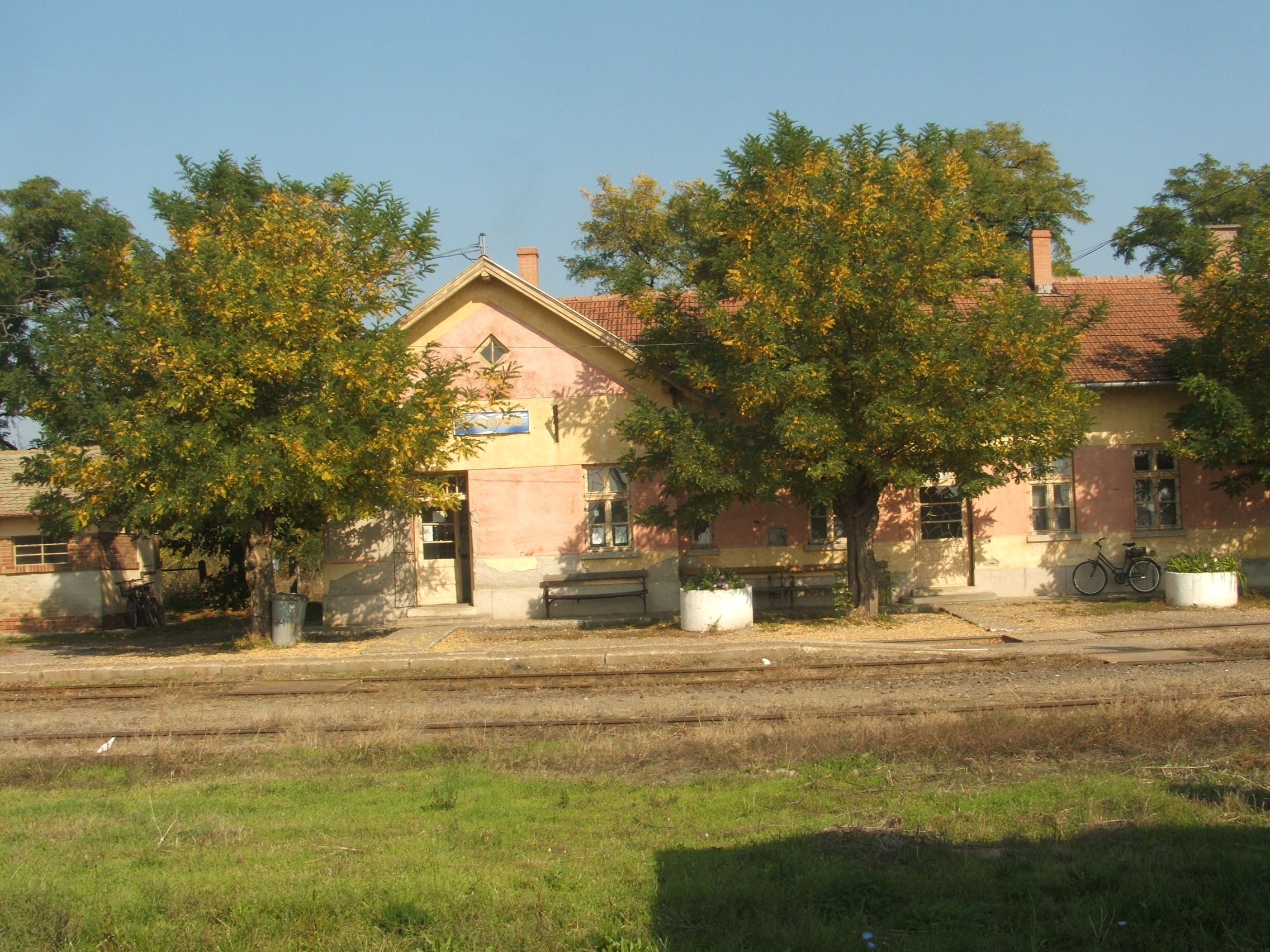
Gádoros állomás
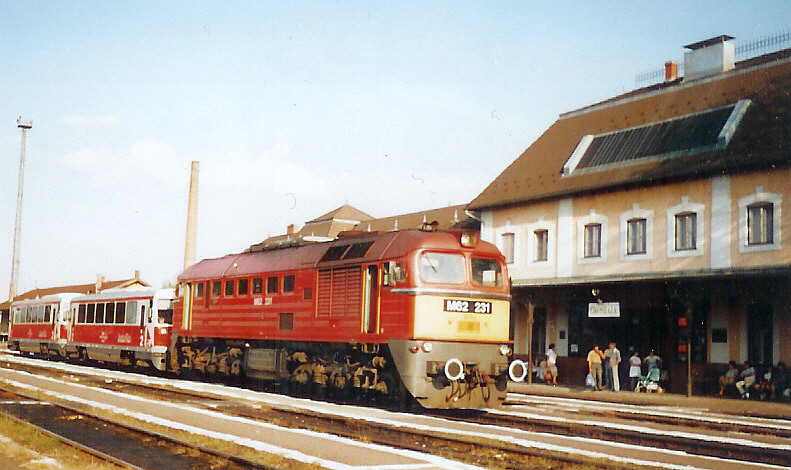
Orosháza állomás MÁV M62 mozdonnyal és InterPici Bzmottal